# Česká katolická charita – Domovy duchovních a řeholnic
Česká katolická charita – Domovy duchovních a řeholnic je součást Charity Česká republika zajišťující péči o staré kněží a řeholnice.

## Charitní a kněžské domovy

### Kněžské domovy
- Charitní domov Moravec (pro kněží, řeholníky, řeholnice a další osoby; zřízen v roce 1951)
- Charitní domov Stará Boleslav (pro kněží, řeholníky a další osoby; zřízen v roce 1992 jako náhrada za charitní domov v Hrusicích, zřízený v roce 1960)
- Kněžský domov České Budějovice (pro kněží; zřízen v roce 2000, zrušen 2017)

### Charitní domovy určené především prořeholnice
- Charitní domov Albrechtice (pro řeholnice Kongregace Nejsvětější Svátosti a jejich kněze)
- Charitní domov Brno (pro řeholnice Kongregace Milosrdných sester III. řádu sv. Františka pod ochranou Svaté Rodiny)
- Charitní domov Břevnov (pro řeholnice Kongregace Školských sester sv. Františka, popřípadě jejich rodiče)
- Charitní domov Kardašova Řečice (pro řeholnice Kongregace Školských sester de Notre Dame, jejich kněží a spolupracovníky a řeholnice jiných kongregací, zrušen 2018)
- Charitní domov Krč (pro řeholnice Kongregace Školských sester de Notre Dame)
- Domov sv. Kříže Kroměříž (pro řeholnice, kněží a další osoby)
- Charitní domov Mendryka (pro řeholnice Společnosti dcer křesťanské lásky sv. Vincence de Paul)
- Charitní domov Město Albrechtice (pro řeholnice Kongregace Milosrdných sester svatého Karla Boromejského a kněží)
- Charitní domov Opava (pro řeholnice Kongregace Milosrdných sester III. řádu sv. Františka, popřípadě řeholnice jiných kongregací, kněží Kongregace Milosrdných sester III. řádu sv. Františka a další osoby)
- Charitní domov Rokole (pro řeholnice České provincie sekulárního institutu Schönstattské sestry Mariiny)
- Charitní domov Střelice (pro řeholnice České kongregace sester dominikánek)
- Charitní domov Svatý Kopeček (pro řeholnice Českomoravské provincie Kongregace sester premonstrátek a další osoby)
- Charitní domov pro řeholnice Velehrad (pro řeholnice Kongregace sester sv. Cyrila a Metoděje)